# Миссироли, Симоне
Симоне Миссироли (итал. Simone Missiroli; 23 мая 1986, Реджо-ди-Калабрия, Италия) — итальянский футболист, полузащитник.

## Карьера

### Клубная
Миссироли является воспитанником итальянского клуба «Реджина». В нём футболист начинал свою профессиональную карьеру. Сезон 2004/05 стал для полузащитника дебютным. 24 апреля 2005 года Симоне дебютировал в Серии А в матче с «Брешией», который окончился поражением «Реджины» со счётом 0:2. В этом сезоне Миссироли провёл только 4 матча в чемпионате страны. В следующем сезоне футболист стал гораздо чаще попадать в стартовый состав команды. 11 сентября 2005 года в матче с «Сампдорией» итальянец забил свой первый гол в официальных соревнованиях, но это не помогло «Реджине» одержать победу в той игре (итоговый счёт — 2:3). В том сезоне ему также удалось отметиться голом во встрече с «Тревизо», а в итоге футболист провёл 25 матчей в Серии А.
В сезонах 2006/07 и 2007/08 Миссироли продолжал играть за «Реджину». Но после вылета команды в Серию В итальянский полузащитник был отдан в аренду в «Тревизо», который выступал в том же дивизионе. В 2009 году игрок возвратился из аренды и провёл в «Реджине» достаточно удачный сезон 2009/10: в 37 матчах Серии В он 7 раз поражал ворота соперников. Во второй половине следующего сезона футболист был арендован клубом «Кальяри» из Серии А, но проявить себя в новой команде игрок не сумел, поэтому вернулся обратно.
С начала сезона 2011/12 Миссироли регулярно играл в основе команды. 17 сентября 2011 года дубль игрока в матче с «Пескарой» принёс победу «Реджине» со счётом 4:2.
3 января 2012 года Миссироли перешёл в «Сассуоло» за 3,5 млн евро. Контракт с футболистом рассчитан до 2015 года. Итальянец дебютировал в новом клубе 6 января в матче с командой «Юве Стабия».

### В сборной
1 февраля 2006 года Миссироли дебютировал в сборной Италии до игроков до 20 лет: он вышел на замену в матче со сборной Австрии.